# 몬베쓰 공항

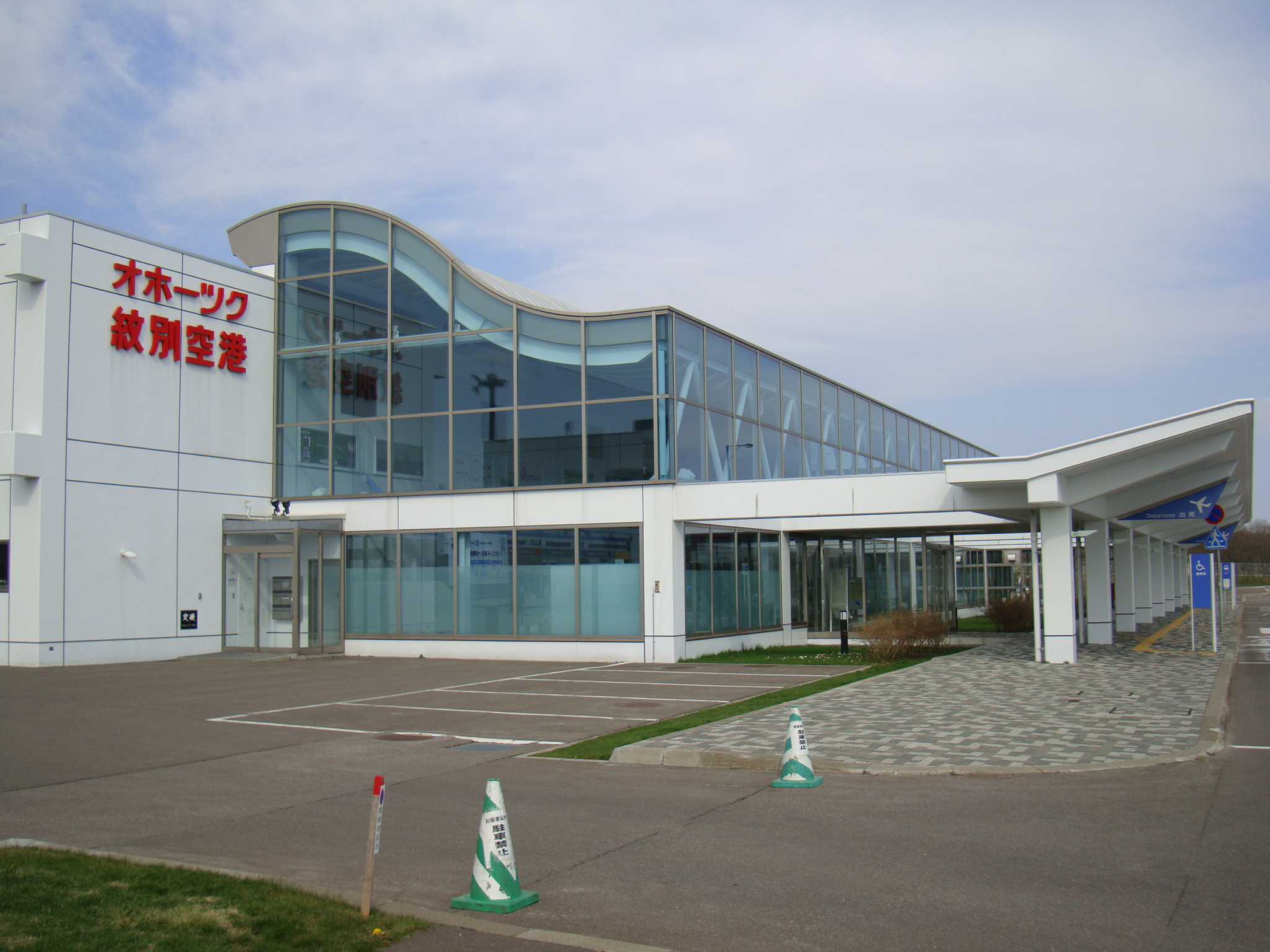
몬베쓰 공항

몬베쓰 공항(紋別空港)은 일본 홋카이도 몬베쓰시에 있는 공항이다. 애칭은 오호츠크 몬베쓰 공항(일본어: オホーツク紋別空港)이다.